# Mont-Laurier
Mont-Laurier è una città del Canada, nella regione di Laurentides della provincia del Québec. Appartiene alla municipalità regionale di contea di Antoine-Labelle.